# Fürstenzell
Fürstenzell là một đô thị ở huyện Passau bang Bayern thuộc nước Đức.